# جمعية براغ للتعاون الدولي

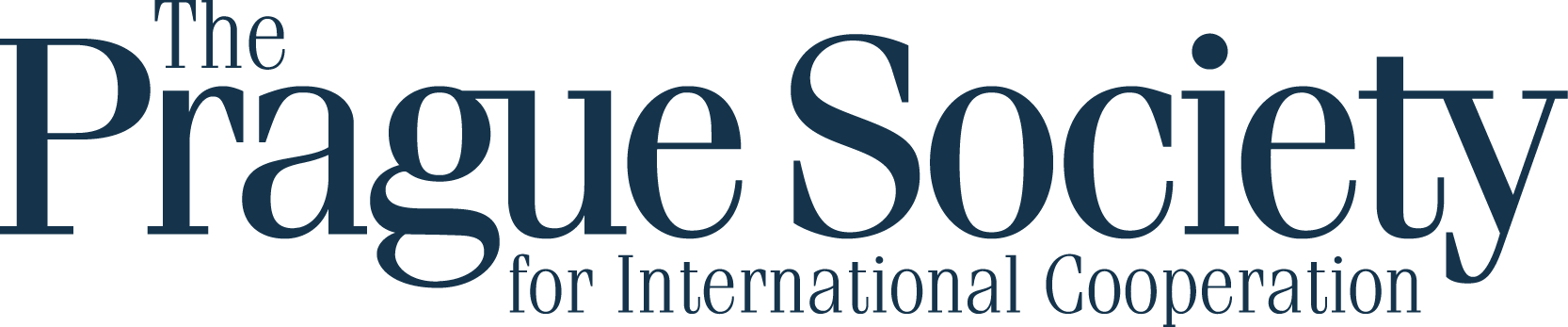
شعار جمعية براغ

جمعية براغ للتعاون الدولي هي منظمة غير حكومية مقرها في براغ تهدف إلى تشجيع الدبلوماسية الفعالة بين الكيانات الدولية. تتضمن أساليبها الأساسية تسهيل الحوار من خلال استضافة الأحداث القائمة على المناقشة للفاعلين في مجال العلاقات الدولية. تضم شبكتها المتنامية دبلوماسيين وأكاديميين ورجال أعمال وسياسيين. تسعى المنظمة إلى إنشاء منتدى محايد يمكن من خلاله لمختلف القادة من التخصصات ذات الصلة التواصل بشكل متماسك حول القضايا التي تواجه أوروبا الوسطى.
نشأت جمعية براغ في أوروبا الوسطى الشيوعية، عندما وحد المنشقون السياسيون قواهم لمعارضة الأنظمة التي ينتمون إليها. على الرغم من سجن العديد من أعضائها خلال الحقبة الشيوعية، أصبحت جمعية براغ رسميًا منظمة غير حكومية مسجلة في عهد الرئيس فاتسلاف هافيل في عام 1997. وقد ورث التكرار الحالي للمنظمة الكثير من سنوات إنشائها في كل من مهمتها ومنهجيتها. من خلال الترويج المستمر للتبادل الاجتماعي للأفكار، تعمل المنظمة على الحد من خيوط الفساد وسوء المعاملة داخل أوروبا الوسطى.
تجمع المنظمة الناس معًا لتبادل المعرفة والخبرات، وتطوير جيل جديد من القادة والمفكرين المسؤولين والمطلعين في أوروبا الوسطى. يهدف إلى تعزيز نهج عالمي للأعمال والسياسة والأوساط الأكاديمية من خلال الشبكات الشفافة والحوار غير الرسمي.
تعمل جمعية براغ جنبًا إلى جنب مع مؤسسة الوحة العالمية التي تستضيف معها واحدة من أبرز الأحداث التي تنظمها جمعية براغ: جائزة هانو آر إيلينبوجين للمواطنة، والتي تُمنح سنويًا منذ عام 2000، لتكريم التفاني والإنجاز في الأماكن العامة الخدمة خاصة في أوروبا الوسطى. نظرًا لأساليبها غير التقليدية فقد اجتذبت الجمعية واحتفظت بالعديد من الروابط الدولية حول العالم. بالإضافة إلى مساعيها الدولية، تنشر جمعية براغ أيضًا نشرة إخبارية يتم توزيعها على السكان المحليين في جمهورية التشيك ومنشورات دولية أخرى.